# Tirreno-Adriático 2014
La 49.ª edición de la Tirreno-Adriático fue una competición ciclista que se disputó entre el 12 y el 18 de marzo de 2014. La carrera empezó en Donoratico y finalizó en San Benedetto del Tronto. La competencia contó con dos contrarreloj tanto por equipos como individual, en la primera y última etapa respectivamente, tuvo también un final en alto en la cuarta etapa, con llegada a Cittareale.
El ganador final fue el español Alberto Contador y que además se llevaría también dos etapas.
Perteneció al UCI WorldTour 2014 y fue la tercera carrera de dicho calendario.

## Equipos participantes
Tomaron parte en la carrera 22 equipos: todos los UCI ProTeam (al ser obligada su participación); más 4 Profesionales Continentales invitados por la organización (Bardiani CSF, IAM Cycling, MTN Qhubeka y Team NetApp-Endura).
| ProTeams (18)- AG2R La Mondiale - Astana - Belkin - BMC Racing Team - Cannondale - Team Europcar - FDJ.fr - Garmin-Sharp - Giant-Shimano - Katusha - Lampre-Merida - Lotto-Belisol - Movistar Team - Omega Pharma-Quick Step - Orica-GreenEDGE - Sky - Tinkoff-Saxo - Trek Factory Racing Equipos continentales profesionales (4)- Bardiani CSF - IAM Cycling - MTN-Qhubeka - NetApp-Endura |
| |

## Etapas
| Etapa     | Fecha     | Recorrido                                           | type                     | Distancia (km) | Ganador                 | Líder              |
| --------- | --------- | --------------------------------------------------- | ------------------------ | -------------- | ----------------------- | ------------------ |
| 1.ª etapa | 12 de mar | Castagneto Carducci – San Vincenzo                  | contrarreloj por equipos | 16,9           | Omega Pharma-Quick Step | Mark Cavendish     |
| 2.ª etapa | 13 de mar | San Vincenzo – Cascina                              | etapa llana              | 173            | Matteo Pelucchi         | Mark Cavendish     |
| 3.ª etapa | 14 de mar | Cascina – Arezzo                                    | etapa llana              | 206            | Peter Sagan             | Michał Kwiatkowski |
| 4.ª etapa | 15 de mar | Arezzo – Cittareale                                 | etapa de montaña         | 237            | Alberto Contador        | Michał Kwiatkowski |
| 5.ª etapa | 16 de mar | Amatrice – Guardiagrele                             | etapa de media montaña   | 190            | Alberto Contador        | Alberto Contador   |
| 6.ª etapa | 17 de mar | Bucchianico – Porto Sant'Elpidio                    | etapa llana              | 187            | Mark Cavendish          | Alberto Contador   |
| 7.ª etapa | 18 de mar | San Benedetto del Tronto – San Benedetto del Tronto | contrarreloj individual  | 9,2            | Adriano Malori          | Alberto Contador   |

## Desarrollo de la carrera

### 1.ª etapa
| Castagneto Carducci - San Vincenzo | contrarreloj por equipos | (16,9 km) |

| \| Clasificación de la etapa \| Clasificación de la etapa \| Clasificación de la etapa \| Clasificación de la etapa \| Clasificación de la etapa \| \| Ciclista \| Ciclista \| Equipo \| Tiempo \| \| \| ------------------------- \| ------------------------- \| ------------------------- \| ------------------------- \| ------------------------- \| \| 1.º \| Omega Pharma-Quick Step \| \| 20 min 13 s \| \| \| 2.º \| Orica-GreenEDGE \| \| + 11 s \| \| \| 3.º \| Movistar Team \| \| + 18 s \| \| \| 4.º \| Tinkoff-Saxo \| \| + 24 s \| \| \| 5.º \| Cannondale \| \| + 26 s \| \| \| 6.º \| Sky \| \| + 27 s \| \| \| 7.º \| Lotto-Belisol \| \| + 28 s \| \| \| 8.º \| Trek Factory Racing \| \| + 36 s \| \| \| 9.º \| Belkin \| \| + 37 s \| \| \| 10.º \| FDJ.fr \| \| + 43 s \| \| |                         |        |             |
| |                         |        |             |
| |                         |        |             |
| Clasificación de la etapa |                         |        |             |
| Ciclista | Ciclista                | Equipo | Tiempo      |
| 1.º | Omega Pharma-Quick Step |        | 20 min 13 s |
| 2.º | Orica-GreenEDGE         |        | + 11 s      |
| 3.º | Movistar Team           |        | + 18 s      |
| 4.º | Tinkoff-Saxo            |        | + 24 s      |
| 5.º | Cannondale              |        | + 26 s      |
| 6.º | Sky                     |        | + 27 s      |
| 7.º | Lotto-Belisol           |        | + 28 s      |
| 8.º | Trek Factory Racing     |        | + 36 s      |
| 9.º | Belkin                  |        | + 37 s      |
| 10.º | FDJ.fr                  |        | + 43 s      |

| \| Clasificación general \| Clasificación general \| Clasificación general \| Clasificación general \| Clasificación general \| \| Ciclista \| Ciclista \| Equipo \| Tiempo \| \| \| --------------------- \| --------------------- \| ----------------------- \| --------------------- \| --------------------- \| \| 1.º \| Mark Cavendish \| Omega Pharma-Quick Step \| 20 min 13 s \| \| \| 2.º \| Michał Kwiatkowski \| Omega Pharma-Quick Step \| + 0 s \| \| \| 3.º \| Rigoberto Urán \| Omega Pharma-Quick Step \| + 0 s \| \| \| 4.º \| Mark Renshaw \| Omega Pharma-Quick Step \| + 0 s \| \| \| 5.º \| Wout Poels \| Omega Pharma-Quick Step \| + 0 s \| \| \| 6.º \| Alessandro Petacchi \| Omega Pharma-Quick Step \| + 2 s \| \| \| 7.º \| Tony Martin \| Omega Pharma-Quick Step \| + 3 s \| \| \| 8.º \| Daryl Impey \| Orica-GreenEDGE \| + 11 s \| \| \| 9.º \| Simon Clarke \| Orica-GreenEDGE \| + 11 s \| \| \| 10.º \| Luke Durbridge \| Orica-GreenEDGE \| + 11 s \| \| |                     |                         |             |
| |                     |                         |             |
| |                     |                         |             |
| Clasificación general |                     |                         |             |
| Ciclista | Ciclista            | Equipo                  | Tiempo      |
| 1.º | Mark Cavendish      | Omega Pharma-Quick Step | 20 min 13 s |
| 2.º | Michał Kwiatkowski  | Omega Pharma-Quick Step | + 0 s       |
| 3.º | Rigoberto Urán      | Omega Pharma-Quick Step | + 0 s       |
| 4.º | Mark Renshaw        | Omega Pharma-Quick Step | + 0 s       |
| 5.º | Wout Poels          | Omega Pharma-Quick Step | + 0 s       |
| 6.º | Alessandro Petacchi | Omega Pharma-Quick Step | + 2 s       |
| 7.º | Tony Martin         | Omega Pharma-Quick Step | + 3 s       |
| 8.º | Daryl Impey         | Orica-GreenEDGE         | + 11 s      |
| 9.º | Simon Clarke        | Orica-GreenEDGE         | + 11 s      |
| 10.º | Luke Durbridge      | Orica-GreenEDGE         | + 11 s      |

### 2.ª etapa
| San Vincenzo - Cascina | etapa llana | (173 km) |

| \| Clasificación de la etapa \| Clasificación de la etapa \| Clasificación de la etapa \| Clasificación de la etapa \| Clasificación de la etapa \| \| Ciclista \| Ciclista \| Equipo \| Tiempo \| \| \| ------------------------- \| ------------------------- \| ------------------------- \| ------------------------- \| ------------------------- \| \| 1.º \| Matteo Pelucchi \| IAM Cycling \| 3 h 56 min 12 s \| \| \| 2.º \| Arnaud Démare \| FDJ.fr \| + 0 s \| \| \| 3.º \| André Greipel \| Lotto-Belisol \| + 0 s \| \| \| 4.º \| Sam Bennett \| NetApp-Endura \| + 0 s \| \| \| 5.º \| Peter Sagan \| Cannondale \| + 0 s \| \| \| 6.º \| Davide Appollonio \| AG2R La Mondiale \| + 0 s \| \| \| 7.º \| Filippo Fortin \| Bardiani CSF \| + 0 s \| \| \| 8.º \| Sacha Modolo \| Lampre-Merida \| + 0 s \| \| \| 9.º \| Tony Hurel \| Team Europcar \| + 0 s \| \| \| 10.º \| Kristian Sbaragli \| MTN-Qhubeka \| + 0 s \| \| |                   |                  |                 |
| |                   |                  |                 |
| |                   |                  |                 |
| Clasificación de la etapa |                   |                  |                 |
| Ciclista | Ciclista          | Equipo           | Tiempo          |
| 1.º | Matteo Pelucchi   | IAM Cycling      | 3 h 56 min 12 s |
| 2.º | Arnaud Démare     | FDJ.fr           | + 0 s           |
| 3.º | André Greipel     | Lotto-Belisol    | + 0 s           |
| 4.º | Sam Bennett       | NetApp-Endura    | + 0 s           |
| 5.º | Peter Sagan       | Cannondale       | + 0 s           |
| 6.º | Davide Appollonio | AG2R La Mondiale | + 0 s           |
| 7.º | Filippo Fortin    | Bardiani CSF     | + 0 s           |
| 8.º | Sacha Modolo      | Lampre-Merida    | + 0 s           |
| 9.º | Tony Hurel        | Team Europcar    | + 0 s           |
| 10.º | Kristian Sbaragli | MTN-Qhubeka      | + 0 s           |

| \| Clasificación general \| Clasificación general \| Clasificación general \| Clasificación general \| Clasificación general \| \| Ciclista \| Ciclista \| Equipo \| Tiempo \| \| \| --------------------- \| --------------------- \| ----------------------- \| --------------------- \| --------------------- \| \| 1.º \| Mark Cavendish \| Omega Pharma-Quick Step \| 4 h 16 min 25 s \| \| \| 2.º \| Michał Kwiatkowski \| Omega Pharma-Quick Step \| + 0 s \| \| \| 3.º \| Rigoberto Urán \| Omega Pharma-Quick Step \| + 0 s \| \| \| 4.º \| Mark Renshaw \| Omega Pharma-Quick Step \| + 0 s \| \| \| 5.º \| Alessandro Petacchi \| Omega Pharma-Quick Step \| + 2 s \| \| \| 6.º \| Tony Martin \| Omega Pharma-Quick Step \| + 3 s \| \| \| 7.º \| Simon Clarke \| Orica-GreenEDGE \| + 11 s \| \| \| 8.º \| Daryl Impey \| Orica-GreenEDGE \| + 11 s \| \| \| 9.º \| Svein Tuft \| Orica-GreenEDGE \| + 11 s \| \| \| 10.º \| Ivan Santaromita \| Orica-GreenEDGE \| + 11 s \| \| |                     |                         |                 |
| |                     |                         |                 |
| |                     |                         |                 |
| Clasificación general |                     |                         |                 |
| Ciclista | Ciclista            | Equipo                  | Tiempo          |
| 1.º | Mark Cavendish      | Omega Pharma-Quick Step | 4 h 16 min 25 s |
| 2.º | Michał Kwiatkowski  | Omega Pharma-Quick Step | + 0 s           |
| 3.º | Rigoberto Urán      | Omega Pharma-Quick Step | + 0 s           |
| 4.º | Mark Renshaw        | Omega Pharma-Quick Step | + 0 s           |
| 5.º | Alessandro Petacchi | Omega Pharma-Quick Step | + 2 s           |
| 6.º | Tony Martin         | Omega Pharma-Quick Step | + 3 s           |
| 7.º | Simon Clarke        | Orica-GreenEDGE         | + 11 s          |
| 8.º | Daryl Impey         | Orica-GreenEDGE         | + 11 s          |
| 9.º | Svein Tuft          | Orica-GreenEDGE         | + 11 s          |
| 10.º | Ivan Santaromita    | Orica-GreenEDGE         | + 11 s          |

### 3.ª etapa
| Cascina - Arezzo | etapa llana | (206 km) |

| \| Clasificación de la etapa \| Clasificación de la etapa \| Clasificación de la etapa \| Clasificación de la etapa \| Clasificación de la etapa \| \| Ciclista \| Ciclista \| Equipo \| Tiempo \| \| \| ------------------------- \| ------------------------- \| ------------------------- \| ------------------------- \| ------------------------- \| \| 1.º \| Peter Sagan \| Cannondale \| 5 h 10 min 17 s \| \| \| 2.º \| Michał Kwiatkowski \| Omega Pharma-Quick Step \| + 0 s \| \| \| 3.º \| Simon Clarke \| Orica-GreenEDGE \| + 0 s \| \| \| 4.º \| Philippe Gilbert \| BMC Racing Team \| + 0 s \| \| \| 5.º \| Daryl Impey \| Orica-GreenEDGE \| + 0 s \| \| \| 6.º \| Daniele Bennati \| Tinkoff-Saxo \| + 0 s \| \| \| 7.º \| André Greipel \| Lotto-Belisol \| + 0 s \| \| \| 8.º \| Simon Geschke \| Giant-Shimano \| + 0 s \| \| \| 9.º \| Rinaldo Nocentini \| AG2R La Mondiale \| + 4 s \| \| \| 10.º \| Lloyd Mondory \| AG2R La Mondiale \| + 4 s \| \| |                    |                         |                 |
| |                    |                         |                 |
| |                    |                         |                 |
| Clasificación de la etapa |                    |                         |                 |
| Ciclista | Ciclista           | Equipo                  | Tiempo          |
| 1.º | Peter Sagan        | Cannondale              | 5 h 10 min 17 s |
| 2.º | Michał Kwiatkowski | Omega Pharma-Quick Step | + 0 s           |
| 3.º | Simon Clarke       | Orica-GreenEDGE         | + 0 s           |
| 4.º | Philippe Gilbert   | BMC Racing Team         | + 0 s           |
| 5.º | Daryl Impey        | Orica-GreenEDGE         | + 0 s           |
| 6.º | Daniele Bennati    | Tinkoff-Saxo            | + 0 s           |
| 7.º | André Greipel      | Lotto-Belisol           | + 0 s           |
| 8.º | Simon Geschke      | Giant-Shimano           | + 0 s           |
| 9.º | Rinaldo Nocentini  | AG2R La Mondiale        | + 4 s           |
| 10.º | Lloyd Mondory      | AG2R La Mondiale        | + 4 s           |

| \| Clasificación general \| Clasificación general \| Clasificación general \| Clasificación general \| Clasificación general \| \| Ciclista \| Ciclista \| Equipo \| Tiempo \| \| \| --------------------- \| --------------------- \| ----------------------- \| --------------------- \| --------------------- \| \| 1.º \| Michał Kwiatkowski \| Omega Pharma-Quick Step \| 9 h 26 min 36 s \| \| \| 2.º \| Rigoberto Urán \| Omega Pharma-Quick Step \| + 10 s \| \| \| 3.º \| Simon Clarke \| Orica-GreenEDGE \| + 13 s \| \| \| 4.º \| Tony Martin \| Omega Pharma-Quick Step \| + 15 s \| \| \| 5.º \| Daryl Impey \| Orica-GreenEDGE \| + 17 s \| \| \| 6.º \| Peter Sagan \| Cannondale \| + 22 s \| \| \| 7.º \| André Greipel \| Lotto-Belisol \| + 30 s \| \| \| 8.º \| Daniele Bennati \| Tinkoff-Saxo \| + 30 s \| \| \| 9.º \| Luke Durbridge \| Orica-GreenEDGE \| + 31 s \| \| \| 10.º \| Cameron Meyer \| Orica-GreenEDGE \| + 31 s \| \| |                    |                         |                 |
| |                    |                         |                 |
| |                    |                         |                 |
| Clasificación general |                    |                         |                 |
| Ciclista | Ciclista           | Equipo                  | Tiempo          |
| 1.º | Michał Kwiatkowski | Omega Pharma-Quick Step | 9 h 26 min 36 s |
| 2.º | Rigoberto Urán     | Omega Pharma-Quick Step | + 10 s          |
| 3.º | Simon Clarke       | Orica-GreenEDGE         | + 13 s          |
| 4.º | Tony Martin        | Omega Pharma-Quick Step | + 15 s          |
| 5.º | Daryl Impey        | Orica-GreenEDGE         | + 17 s          |
| 6.º | Peter Sagan        | Cannondale              | + 22 s          |
| 7.º | André Greipel      | Lotto-Belisol           | + 30 s          |
| 8.º | Daniele Bennati    | Tinkoff-Saxo            | + 30 s          |
| 9.º | Luke Durbridge     | Orica-GreenEDGE         | + 31 s          |
| 10.º | Cameron Meyer      | Orica-GreenEDGE         | + 31 s          |

### 4.ª etapa
| Arezzo - Cittareale | etapa de montaña | (237 km) |

| \| Clasificación de la etapa \| Clasificación de la etapa \| Clasificación de la etapa \| Clasificación de la etapa \| Clasificación de la etapa \| \| Ciclista \| Ciclista \| Equipo \| Tiempo \| \| \| ------------------------- \| ------------------------- \| ------------------------- \| ------------------------- \| ------------------------- \| \| 1.º \| Alberto Contador \| Tinkoff-Saxo \| 6 h 39 min 56 s \| \| \| 2.º \| Nairo Quintana \| Movistar Team \| + 1 s \| \| \| 3.º \| Dani Moreno \| Katusha \| + 5 s \| \| \| 4.º \| Roman Kreuziger \| Tinkoff-Saxo \| + 5 s \| \| \| 5.º \| Richie Porte \| Team Sky \| + 5 s \| \| \| 6.º \| Michele Scarponi \| Astana \| + 8 s \| \| \| 7.º \| Michał Kwiatkowski \| Omega Pharma-Quick Step \| + 10 s \| \| \| 8.º \| Robert Kiserlovski \| Trek Factory Racing \| + 11 s \| \| \| 9.º \| Chris Horner \| Lampre-Merida \| + 11 s \| \| \| 10.º \| Giampaolo Caruso \| Katusha \| + 17 s \| \| |                    |                         |                 |
| |                    |                         |                 |
| |                    |                         |                 |
| Clasificación de la etapa |                    |                         |                 |
| Ciclista | Ciclista           | Equipo                  | Tiempo          |
| 1.º | Alberto Contador   | Tinkoff-Saxo            | 6 h 39 min 56 s |
| 2.º | Nairo Quintana     | Movistar Team           | + 1 s           |
| 3.º | Dani Moreno        | Katusha                 | + 5 s           |
| 4.º | Roman Kreuziger    | Tinkoff-Saxo            | + 5 s           |
| 5.º | Richie Porte       | Team Sky                | + 5 s           |
| 6.º | Michele Scarponi   | Astana                  | + 8 s           |
| 7.º | Michał Kwiatkowski | Omega Pharma-Quick Step | + 10 s          |
| 8.º | Robert Kiserlovski | Trek Factory Racing     | + 11 s          |
| 9.º | Chris Horner       | Lampre-Merida           | + 11 s          |
| 10.º | Giampaolo Caruso   | Katusha                 | + 17 s          |

| \| Clasificación general \| Clasificación general \| Clasificación general \| Clasificación general \| Clasificación general \| \| Ciclista \| Ciclista \| Equipo \| Tiempo \| \| \| --------------------- \| --------------------- \| ----------------------- \| --------------------- \| --------------------- \| \| 1.º \| Michał Kwiatkowski \| Omega Pharma-Quick Step \| 16 h 06 min 42 s \| \| \| 2.º \| Alberto Contador \| Tinkoff-Saxo \| + 16 s \| \| \| 3.º \| Nairo Quintana \| Movistar Team \| + 23 s \| \| \| 4.º \| Richie Porte \| Team Sky \| + 34 s \| \| \| 5.º \| Rigoberto Urán \| Omega Pharma-Quick Step \| + 38 s \| \| \| 6.º \| Roman Kreuziger \| Tinkoff-Saxo \| + 39 s \| \| \| 7.º \| Robert Kiserlovski \| Trek Factory Racing \| + 49 s \| \| \| 8.º \| Moreno Moser \| Cannondale \| + 1 min 01 s \| \| \| 9.º \| Mikel Nieve \| Team Sky \| + 1 min 02 s \| \| \| 10.º \| Julián Arredondo \| Trek Factory Racing \| + 1 min 03 s \| \| |                    |                         |                  |
| |                    |                         |                  |
| |                    |                         |                  |
| Clasificación general |                    |                         |                  |
| Ciclista | Ciclista           | Equipo                  | Tiempo           |
| 1.º | Michał Kwiatkowski | Omega Pharma-Quick Step | 16 h 06 min 42 s |
| 2.º | Alberto Contador   | Tinkoff-Saxo            | + 16 s           |
| 3.º | Nairo Quintana     | Movistar Team           | + 23 s           |
| 4.º | Richie Porte       | Team Sky                | + 34 s           |
| 5.º | Rigoberto Urán     | Omega Pharma-Quick Step | + 38 s           |
| 6.º | Roman Kreuziger    | Tinkoff-Saxo            | + 39 s           |
| 7.º | Robert Kiserlovski | Trek Factory Racing     | + 49 s           |
| 8.º | Moreno Moser       | Cannondale              | + 1 min 01 s     |
| 9.º | Mikel Nieve        | Team Sky                | + 1 min 02 s     |
| 10.º | Julián Arredondo   | Trek Factory Racing     | + 1 min 03 s     |

### 5.ª etapa
| Amatrice - Guardiagrele | etapa de media montaña | (190 km) |

| \| Clasificación de la etapa \| Clasificación de la etapa \| Clasificación de la etapa \| Clasificación de la etapa \| Clasificación de la etapa \| \| Ciclista \| Ciclista \| Equipo \| Tiempo \| \| \| ------------------------- \| ------------------------- \| ------------------------- \| ------------------------- \| ------------------------- \| \| 1.º \| Alberto Contador \| Tinkoff-Saxo \| 4 h 54 min 42 s \| \| \| 2.º \| Simon Geschke \| Giant-Shimano \| + 6 s \| \| \| 3.º \| Benjamin King \| Garmin-Sharp \| + 45 s \| \| \| 4.º \| Adam Hansen \| Lotto-Belisol \| + 1 min 01 s \| \| \| 5.º \| Jean-Christophe Péraud \| AG2R La Mondiale \| + 1 min 26 s \| \| \| 6.º \| Giampaolo Caruso \| Katusha \| + 1 min 39 s \| \| \| 7.º \| Roman Kreuziger \| Tinkoff-Saxo \| + 1 min 42 s \| \| \| 8.º \| Domenico Pozzovivo \| AG2R La Mondiale \| + 1 min 42 s \| \| \| 9.º \| Julián Arredondo \| Trek Factory Racing \| + 1 min 42 s \| \| \| 10.º \| Rinaldo Nocentini \| AG2R La Mondiale \| + 1 min 42 s \| \| |                        |                     |                 |
| |                        |                     |                 |
| |                        |                     |                 |
| Clasificación de la etapa |                        |                     |                 |
| Ciclista | Ciclista               | Equipo              | Tiempo          |
| 1.º | Alberto Contador       | Tinkoff-Saxo        | 4 h 54 min 42 s |
| 2.º | Simon Geschke          | Giant-Shimano       | + 6 s           |
| 3.º | Benjamin King          | Garmin-Sharp        | + 45 s          |
| 4.º | Adam Hansen            | Lotto-Belisol       | + 1 min 01 s    |
| 5.º | Jean-Christophe Péraud | AG2R La Mondiale    | + 1 min 26 s    |
| 6.º | Giampaolo Caruso       | Katusha             | + 1 min 39 s    |
| 7.º | Roman Kreuziger        | Tinkoff-Saxo        | + 1 min 42 s    |
| 8.º | Domenico Pozzovivo     | AG2R La Mondiale    | + 1 min 42 s    |
| 9.º | Julián Arredondo       | Trek Factory Racing | + 1 min 42 s    |
| 10.º | Rinaldo Nocentini      | AG2R La Mondiale    | + 1 min 42 s    |

| \| Clasificación general \| Clasificación general \| Clasificación general \| Clasificación general \| Clasificación general \| \| Ciclista \| Ciclista \| Equipo \| Tiempo \| \| \| --------------------- \| ---------------------- \| --------------------- \| --------------------- \| --------------------- \| \| 1.º \| Alberto Contador \| Tinkoff-Saxo \| 21 h 01 min 30 s \| \| \| 2.º \| Nairo Quintana \| Movistar Team \| + 2 min 08 s \| \| \| 3.º \| Roman Kreuziger \| Tinkoff-Saxo \| + 2 min 15 s \| \| \| 4.º \| Julián Arredondo \| Trek Factory Racing \| + 2 min 39 s \| \| \| 5.º \| Jean-Christophe Péraud \| AG2R La Mondiale \| + 2 min 40 s \| \| \| 6.º \| Mikel Nieve \| Team Sky \| + 2 min 50 s \| \| \| 7.º \| Dani Moreno \| Katusha \| + 2 min 51 s \| \| \| 8.º \| Domenico Pozzovivo \| AG2R La Mondiale \| + 2 min 56 s \| \| \| 9.º \| Giampaolo Caruso \| Katusha \| + 2 min 58 s \| \| \| 10.º \| Robert Kiserlovski \| Trek Factory Racing \| + 3 min 06 s \| \| |                        |                     |                  |
| |                        |                     |                  |
| |                        |                     |                  |
| Clasificación general |                        |                     |                  |
| Ciclista | Ciclista               | Equipo              | Tiempo           |
| 1.º | Alberto Contador       | Tinkoff-Saxo        | 21 h 01 min 30 s |
| 2.º | Nairo Quintana         | Movistar Team       | + 2 min 08 s     |
| 3.º | Roman Kreuziger        | Tinkoff-Saxo        | + 2 min 15 s     |
| 4.º | Julián Arredondo       | Trek Factory Racing | + 2 min 39 s     |
| 5.º | Jean-Christophe Péraud | AG2R La Mondiale    | + 2 min 40 s     |
| 6.º | Mikel Nieve            | Team Sky            | + 2 min 50 s     |
| 7.º | Dani Moreno            | Katusha             | + 2 min 51 s     |
| 8.º | Domenico Pozzovivo     | AG2R La Mondiale    | + 2 min 56 s     |
| 9.º | Giampaolo Caruso       | Katusha             | + 2 min 58 s     |
| 10.º | Robert Kiserlovski     | Trek Factory Racing | + 3 min 06 s     |

### 6.ª etapa
| Bucchianico - Porto Sant'Elpidio | etapa llana | (187 km) |

| \| Clasificación de la etapa \| Clasificación de la etapa \| Clasificación de la etapa \| Clasificación de la etapa \| Clasificación de la etapa \| \| Ciclista \| Ciclista \| Equipo \| Tiempo \| \| \| ------------------------- \| ------------------------- \| ------------------------- \| ------------------------- \| ------------------------- \| \| 1.º \| Mark Cavendish \| Omega Pharma-Quick Step \| 4 h 16 min 15 s \| \| \| 2.º \| Alessandro Petacchi \| Omega Pharma-Quick Step \| + 0 s \| \| \| 3.º \| Peter Sagan \| Cannondale \| + 0 s \| \| \| 4.º \| Arnaud Démare \| FDJ.fr \| + 0 s \| \| \| 5.º \| Tony Hurel \| Team Europcar \| + 0 s \| \| \| 6.º \| Robert Wagner \| Belkin \| + 0 s \| \| \| 7.º \| Kristian Sbaragli \| MTN-Qhubeka \| + 0 s \| \| \| 8.º \| Bartosz Huzarski \| NetApp-Endura \| + 0 s \| \| \| 9.º \| Mark Renshaw \| Omega Pharma-Quick Step \| + 0 s \| \| \| 10.º \| Davide Appollonio \| AG2R La Mondiale \| + 0 s \| \| |                     |                         |                 |
| |                     |                         |                 |
| |                     |                         |                 |
| Clasificación de la etapa |                     |                         |                 |
| Ciclista | Ciclista            | Equipo                  | Tiempo          |
| 1.º | Mark Cavendish      | Omega Pharma-Quick Step | 4 h 16 min 15 s |
| 2.º | Alessandro Petacchi | Omega Pharma-Quick Step | + 0 s           |
| 3.º | Peter Sagan         | Cannondale              | + 0 s           |
| 4.º | Arnaud Démare       | FDJ.fr                  | + 0 s           |
| 5.º | Tony Hurel          | Team Europcar           | + 0 s           |
| 6.º | Robert Wagner       | Belkin                  | + 0 s           |
| 7.º | Kristian Sbaragli   | MTN-Qhubeka             | + 0 s           |
| 8.º | Bartosz Huzarski    | NetApp-Endura           | + 0 s           |
| 9.º | Mark Renshaw        | Omega Pharma-Quick Step | + 0 s           |
| 10.º | Davide Appollonio   | AG2R La Mondiale        | + 0 s           |

| \| Clasificación general \| Clasificación general \| Clasificación general \| Clasificación general \| Clasificación general \| \| Ciclista \| Ciclista \| Equipo \| Tiempo \| \| \| --------------------- \| ---------------------- \| --------------------- \| --------------------- \| --------------------- \| \| 1.º \| Alberto Contador \| Tinkoff-Saxo \| 25 h 17 min 51 s \| \| \| 2.º \| Nairo Quintana \| Movistar Team \| + 2 min 08 s \| \| \| 3.º \| Roman Kreuziger \| Tinkoff-Saxo \| + 2 min 15 s \| \| \| 4.º \| Julián Arredondo \| Trek Factory Racing \| + 2 min 39 s \| \| \| 5.º \| Jean-Christophe Péraud \| AG2R La Mondiale \| + 2 min 40 s \| \| \| 6.º \| Mikel Nieve \| Team Sky \| + 2 min 50 s \| \| \| 7.º \| Dani Moreno \| Katusha \| + 2 min 51 s \| \| \| 8.º \| Domenico Pozzovivo \| AG2R La Mondiale \| + 2 min 56 s \| \| \| 9.º \| Giampaolo Caruso \| Katusha \| + 2 min 58 s \| \| \| 10.º \| Robert Kiserlovski \| Trek Factory Racing \| + 3 min 06 s \| \| |                        |                     |                  |
| |                        |                     |                  |
| |                        |                     |                  |
| Clasificación general |                        |                     |                  |
| Ciclista | Ciclista               | Equipo              | Tiempo           |
| 1.º | Alberto Contador       | Tinkoff-Saxo        | 25 h 17 min 51 s |
| 2.º | Nairo Quintana         | Movistar Team       | + 2 min 08 s     |
| 3.º | Roman Kreuziger        | Tinkoff-Saxo        | + 2 min 15 s     |
| 4.º | Julián Arredondo       | Trek Factory Racing | + 2 min 39 s     |
| 5.º | Jean-Christophe Péraud | AG2R La Mondiale    | + 2 min 40 s     |
| 6.º | Mikel Nieve            | Team Sky            | + 2 min 50 s     |
| 7.º | Dani Moreno            | Katusha             | + 2 min 51 s     |
| 8.º | Domenico Pozzovivo     | AG2R La Mondiale    | + 2 min 56 s     |
| 9.º | Giampaolo Caruso       | Katusha             | + 2 min 58 s     |
| 10.º | Robert Kiserlovski     | Trek Factory Racing | + 3 min 06 s     |

### 7.ª etapa
| San Benedetto del Tronto - San Benedetto del Tronto | contrarreloj individual | (9,2 km) |

| \| Clasificación de la etapa \| Clasificación de la etapa \| Clasificación de la etapa \| Clasificación de la etapa \| Clasificación de la etapa \| \| Ciclista \| Ciclista \| Equipo \| Tiempo \| \| \| ------------------------- \| ------------------------- \| ------------------------- \| ------------------------- \| ------------------------- \| \| 1.º \| Adriano Malori \| Movistar Team \| 10 min 13 s \| \| \| 2.º \| Fabian Cancellara \| Trek Factory Racing \| + 6 s \| \| \| 3.º \| Bradley Wiggins \| Team Sky \| + 11 s \| \| \| 4.º \| Tony Martin \| Omega Pharma-Quick Step \| + 15 s \| \| \| 5.º \| Tom Dumoulin \| Giant-Shimano \| + 19 s \| \| \| 6.º \| Alex Dowsett \| Movistar Team \| + 20 s \| \| \| 7.º \| Michał Kwiatkowski \| Omega Pharma-Quick Step \| + 22 s \| \| \| 8.º \| Manuel Quinziato \| BMC Racing Team \| + 23 s \| \| \| 9.º \| Stijn Devolder \| Trek Factory Racing \| + 24 s \| \| \| 10.º \| Luke Durbridge \| Orica-GreenEDGE \| + 26 s \| \| |                    |                         |             |
| |                    |                         |             |
| |                    |                         |             |
| Clasificación de la etapa |                    |                         |             |
| Ciclista | Ciclista           | Equipo                  | Tiempo      |
| 1.º | Adriano Malori     | Movistar Team           | 10 min 13 s |
| 2.º | Fabian Cancellara  | Trek Factory Racing     | + 6 s       |
| 3.º | Bradley Wiggins    | Team Sky                | + 11 s      |
| 4.º | Tony Martin        | Omega Pharma-Quick Step | + 15 s      |
| 5.º | Tom Dumoulin       | Giant-Shimano           | + 19 s      |
| 6.º | Alex Dowsett       | Movistar Team           | + 20 s      |
| 7.º | Michał Kwiatkowski | Omega Pharma-Quick Step | + 22 s      |
| 8.º | Manuel Quinziato   | BMC Racing Team         | + 23 s      |
| 9.º | Stijn Devolder     | Trek Factory Racing     | + 24 s      |
| 10.º | Luke Durbridge     | Orica-GreenEDGE         | + 26 s      |

## Clasificaciones finales
- Las clasificaciones finalizaron de la siguiente forma:

### Clasificación general
| \| Clasificación general \| Clasificación general \| Clasificación general \| Clasificación general \| Clasificación general \| \| Ciclista \| Ciclista \| Equipo \| Tiempo \| \| \| --------------------- \| ---------------------- \| --------------------- \| --------------------- \| --------------------- \| \| 1.º \| Alberto Contador \| Tinkoff-Saxo \| 25 h 28 min 45 s \| \| \| 2.º \| Nairo Quintana \| Movistar Team \| + 2 min 05 s \| \| \| 3.º \| Roman Kreuziger \| Tinkoff-Saxo \| + 2 min 14 s \| \| \| 4.º \| Jean-Christophe Péraud \| AG2R La Mondiale \| + 2 min 39 s \| \| \| 5.º \| Julián Arredondo \| Trek Factory Racing \| + 2 min 54 s \| \| \| 6.º \| Domenico Pozzovivo \| AG2R La Mondiale \| + 3 min 04 s \| \| \| 7.º \| Robert Kiserlovski \| Trek Factory Racing \| + 3 min 09 s \| \| \| 8.º \| Dani Moreno \| Katusha \| + 3 min 16 s \| \| \| 9.º \| Michele Scarponi \| Astana \| + 3 min 16 s \| \| \| 10.º \| Mikel Nieve \| Team Sky \| + 3 min 19 s \| \| |                        |                     |                  |
| |                        |                     |                  |
| Fuente: ProCyclingStats |                        |                     |                  |
| Clasificación general |                        |                     |                  |
| Ciclista | Ciclista               | Equipo              | Tiempo           |
| 1.º | Alberto Contador       | Tinkoff-Saxo        | 25 h 28 min 45 s |
| 2.º | Nairo Quintana         | Movistar Team       | + 2 min 05 s     |
| 3.º | Roman Kreuziger        | Tinkoff-Saxo        | + 2 min 14 s     |
| 4.º | Jean-Christophe Péraud | AG2R La Mondiale    | + 2 min 39 s     |
| 5.º | Julián Arredondo       | Trek Factory Racing | + 2 min 54 s     |
| 6.º | Domenico Pozzovivo     | AG2R La Mondiale    | + 3 min 04 s     |
| 7.º | Robert Kiserlovski     | Trek Factory Racing | + 3 min 09 s     |
| 8.º | Dani Moreno            | Katusha             | + 3 min 16 s     |
| 9.º | Michele Scarponi       | Astana              | + 3 min 16 s     |
| 10.º | Mikel Nieve            | Team Sky            | + 3 min 19 s     |

### Clasificación de la montaña
| Clasificación de la montaña | Clasificación de la montaña | Clasificación de la montaña | Clasificación de la montaña | Clasificación de la montaña |
| Ciclista                    | Ciclista                    | Equipo                      | Puntos                      |                             |
| --------------------------- | --------------------------- | --------------------------- | --------------------------- | --------------------------- |
| 1.º                         | Marco Canola                | Bardiani CSF                | 25 pts                      |                             |
| 2.º                         | Alberto Contador            | Tinkoff-Saxo                | 11 pts                      |                             |
| 3.º                         | Peter Kennaugh              | Team Sky                    | 10 pts                      |                             |
| 4.º                         | David de la Cruz            | NetApp-Endura               | 9 pts                       |                             |
| 5.º                         | Alexéi Lutsenko             | Astana                      | 8 pts                       |                             |
| 6.º                         | Daniel Teklehaimanot        | MTN-Qhubeka                 | 8 pts                       |                             |
| 7.º                         | Benjamin King               | Garmin-Sharp                | 7 pts                       |                             |
| 8.º                         | Cesare Benedetti            | NetApp-Endura               | 7 pts                       |                             |
| 9.º                         | Filippo Fortin              | Bardiani CSF                | 5 pts                       |                             |
| 10.º                        | Simon Geschke               | Giant-Shimano               | 5 pts                       |                             |

### Clasificación de los puntos
| Clasificación por puntos | Clasificación por puntos | Clasificación por puntos | Clasificación por puntos | Clasificación por puntos |
| Ciclista                 | Ciclista                 | Equipo                   | Puntos                   |                          |
| ------------------------ | ------------------------ | ------------------------ | ------------------------ | ------------------------ |
| 1.º                      | Peter Sagan              | Cannondale               | 26 pts                   |                          |
| 2.º                      | Alberto Contador         | Tinkoff-Saxo             | 24 pts                   |                          |
| 3.º                      | Matthias Brändle         | IAM Cycling              | 20 pts                   |                          |
| 4.º                      | Michał Kwiatkowski       | Omega Pharma-Quick Step  | 18 pts                   |                          |
| 5.º                      | Arnaud Démare            | FDJ.fr                   | 17 pts                   |                          |
| 6.º                      | Alex Dowsett             | Movistar Team            | 15 pts                   |                          |
| 7.º                      | Simon Geschke            | Giant-Shimano            | 15 pts                   |                          |
| 8.º                      | Benjamin King            | Garmin-Sharp             | 14 pts                   |                          |
| 9.º                      | Adriano Malori           | Movistar Team            | 12 pts                   |                          |
| 10.º                     | Mark Cavendish           | Omega Pharma-Quick Step  | 12 pts                   |                          |

### Clasificación de los jóvenes
| Clasificación del mejor joven | Clasificación del mejor joven | Clasificación del mejor joven | Clasificación del mejor joven | Clasificación del mejor joven |
| Ciclista                      | Ciclista                      | Equipo                        | Tiempo                        |                               |
| ----------------------------- | ----------------------------- | ----------------------------- | ----------------------------- | ----------------------------- |
| 1.º                           | Nairo Quintana                | Movistar Team                 | 25 h 30 min 50 s              |                               |
| 2.º                           | Diego Ulissi                  | Lampre-Merida                 | + 1 min 27 s                  |                               |
| 3.º                           | Michał Kwiatkowski            | Omega Pharma-Quick Step       | + 3 min 33 s                  |                               |
| 4.º                           | Dominik Nerz                  | BMC Racing Team               | + 4 min 29 s                  |                               |
| 5.º                           | Benjamin King                 | Garmin-Sharp                  | + 4 min 40 s                  |                               |
| 6.º                           | Tobias Ludvigsson             | Giant-Shimano                 | + 5 min 16 s                  |                               |
| 7.º                           | Peter Sagan                   | Cannondale                    | + 9 min 06 s                  |                               |
| 8.º                           | Luke Durbridge                | Orica-GreenEDGE               | + 29 min 05 s                 |                               |
| 9.º                           | David de la Cruz              | NetApp-Endura                 | + 32 min 42 s                 |                               |
| 10.º                          | Marc Goos                     | Belkin                        | + 35 min 10 s                 |                               |

### Clasificación por equipos
| Clasificación por equipos | Clasificación por equipos | Clasificación por equipos | Clasificación por equipos |
| Equipo                    | Equipo                    | Tiempo                    |                           |
| ------------------------- | ------------------------- | ------------------------- | ------------------------- |
| 1.º                       | AG2R La Mondiale          | 75 h 52 min 41 s          |                           |
| 2.º                       | Lampre-Merida             | + 5 min 33 s              |                           |
| 3.º                       | Trek Factory Racing       | + 7 min 51 s              |                           |
| 4.º                       | Movistar Team             | + 9 min 15 s              |                           |
| 5.º                       | Katusha                   | + 12 min 48 s             |                           |

## Evolución de las clasificaciones
| Etapa (Vencedor)                          | Clasificación general | Clasificación por puntos | Clasificación de la montaña | Clasificación de los jóvenes | Clasificación por equipos |
| ----------------------------------------- | --------------------- | ------------------------ | --------------------------- | ---------------------------- | ------------------------- |
| 1.ª etapa (CRE) (Omega Pharma-Quick Step) | Mark Cavendish        | no se entregó            | no se entregó               | Michał Kwiatkowski           | Omega Pharma-Quick Step   |
| 2.ª etapa (Matteo Pelucchi)               | Mark Cavendish        | Matteo Pelucchi          | Marco Canola                | Michał Kwiatkowski           | Omega Pharma-Quick Step   |
| 3.ª etapa (Peter Sagan)                   | Michał Kwiatkowski    | Peter Sagan              | Marco Canola                | Michał Kwiatkowski           | Omega Pharma-Quick Step   |
| 4.ª etapa (Alberto Contador)              | Michał Kwiatkowski    | Peter Sagan              | Marco Canola                | Michał Kwiatkowski           | Omega Pharma-Quick Step   |
| 5.ª etapa (Alberto Contador)              | Alberto Contador      | Alberto Contador         | Marco Canola                | Nairo Quintana               | Ag2r La Mondiale          |
| 6.ª etapa (Mark Cavendish)                | Alberto Contador      | Peter Sagan              | Marco Canola                | Nairo Quintana               | Ag2r La Mondiale          |
| 7.ª etapa (CRI) (Adriano Malori)          | Alberto Contador      | Peter Sagan              | Marco Canola                | Nairo Quintana               | Ag2r La Mondiale          |
| Final                                     | Alberto Contador      | Peter Sagan              | Marco Canola                | Nairo Quintana               | Ag2r La Mondiale          |

## UCI World Tour
La Tirreno-Adriático otorgó puntos para el UCI WorldTour 2014, solamente para corredores de equipos UCI ProTeam. Las siguientes tablas son el baremo de puntuación y los corredores que obtuvieron puntos:
| Posición              | 1.º | 2.º | 3.º | 4.º | 5.º | 6.º | 7.º | 8.º | 9.º | 10.º |
| Clasificación general | 100 | 80  | 70  | 60  | 50  | 40  | 30  | 20  | 10  | 4    |
| Por etapa             | 6   | 4   | 2   | 1   | 1   |     |     |     |     |      |

| Ciclista               | Equipo              | Puntos |
| ---------------------- | ------------------- | ------ |
| Alberto Contador       | Tinkoff-Saxo        | 112    |
| Nairo Quintana         | Movistar            | 84     |
| Roman Kreuziger        | Tinkoff-Saxo        | 71     |
| Jean-Christophe Péraud | Ag2r La Mondiale    | 61     |
| Julián Arredondo       | Trek Factory Racing | 50     |
| Domenico Pozzovivo     | Ag2r La Mondiale    | 40     |
| Robert Kiserlovski     | Trek Factory Racing | 30     |
| Daniel Moreno          | Katusha             | 22     |
| Michele Scarponi       | Astana              | 10     |
| Peter Sagan            | Cannondale          | 9      |

| Resto de corredores | Resto de corredores     | Resto de corredores | Resto de corredores |
| ------------------- | ----------------------- | ------------------- | ------------------- |
| Ciclista            | Equipo                  | Puntos              |                     |
| Mark Cavendish      | Omega Pharma-Quick Step | 6                   |                     |
| Adriano Malori      | Movistar                | 6                   |                     |
| Arnaud Démare       | FDJ.fr                  | 5                   |                     |
| Fabian Cancellara   | Trek Factory Racing     | 4                   |                     |
| Simon Geschke       | Giant-Shimano           | 4                   |                     |
| Michał Kwiatkowski  | Omega Pharma-Quick Step | 4                   |                     |
| Mikel Nieve         | Sky                     | 4                   |                     |
| Alessandro Petacchi | Omega Pharma-Quick Step | 4                   |                     |
| Simon Clarke        | Orica GreenEDGE         | 2                   |                     |
| André Greipel       | Lotto Belisol           | 2                   |                     |
| Benjamin King       | Garmin Sharp            | 2                   |                     |
| Bradley Wiggins     | Sky                     | 2                   |                     |
| Tom Dumoulin        | Giant-Shimano           | 1                   |                     |
| Philippe Gilbert    | BMC Racing              | 1                   |                     |
| Adam Hansen         | Lotto Belisol           | 1                   |                     |
| Tony Hurel          | Europcar                | 1                   |                     |
| Daryl Impey         | Orica GreenEDGE         | 1                   |                     |
| Tony Martin         | Omega Pharma-Quick Step | 1                   |                     |
| Richie Porte        | Sky                     | 1                   |                     |